# Adventskerk (Eindhoven)
De Adventskerk is een protestants kerkgebouw aan de Camphuysenstraat 4 in de Schrijversbuurt welke deel uitmaakt van het Eindhovense stadsdeel Gestel.

## Geschiedenis
De kerk werd gebouwd in 1960 en werd op 9 december van dat jaar in gebruik genomen. Architect was Johan van Asbeck. In deze tijd was het nog bijzonder dat de kerk gezamenlijk werd gebruikt door hervormden en gereformeerden. Het was in een tijd dat Eindhoven zich sterk uitbreidde en door gezamenlijk gebruik konden de financiële gevolgen van de noodzakelijke bouw van nieuwe kerken gemeenschappelijk worden gedragen. Feitelijk was de Adventskerk de tweede hervormde wederopbouwkerk, na de Opstandingskerk, welke in 1955 werd ingewijd.
In 1961 werd een Flentrop-orgel in de kerk geplaatst.
Vanaf 1973 werden de diensten, die eerst voor beide gemeenten afzonderlijk plaatsvonden, voortaan gezamenlijk gehouden en in 1992 kwam de Reformatorische Kerkgemeenschap tot stand, waardoor een volledige samenwerking ontstond, ruim voordat de officiële kerkenfusie tot PKN (2004) een feit werd.

## Gebouw
Het bakstenen gebouw, in modernistische stijl ontworpen, heeft een rechthoekige plattegrond. Eén zijde is echter gebogen, en de ander heeft een hoek. De betrekkelijk hoge gevels hebben kleine ramen. Boven de apsis bevindt zich een bescheiden klokkentoren in baksteen. Bij het gebouw behoren een aantal lage bijgebouwen.